# Mae Nam Loei
Der Mae Nam Loei  (Thai: แม่น้ำเลย, „Loei-Fluss“, Aussprache: [mɛ̂ː náːm lɤːj]), oder nur Loei, ist ein Nebenfluss des Mekong. Die Flussquelle liegt in Nordostthailand am westlichen Rand des 848 km2 großen Phu-Luang-Plateaus in den Landkreisen (Amphoe) Wang Saphung, Phu Ruea, Dan Sai und Phu Luang. Von dort fließt der Loei zunächst südwärts. Schließlich ändert sich die Fließrichtung nach Osten und wird zur natürlichen Grenze zwischen den Provinzen Loei und Phetchabun. Nachdem er den Berg Phu Ho umfließt, ändert er seine Richtung nordwärts und erreicht die Provinzhauptstadt Loei.
Von hier verläuft der Fluss 47 Kilometer nördlicher Richtung in die Grenzstadt Chiang Khan, wo er in den Mekong mündet.